# Списак епизода серије Бунар
Бунар (ТВ серија) српска је телевизијска серија која је премијерно почела са емитовањем 6. новембра 2022. године на Суперстар ТВ.
У плану је и трећа сезона серије.

## Преглед
| Сезона | Сезона | Епизоде | Епизоде | Оригинално емитовање | Оригинално емитовање |
| Сезона | Сезона | Епизоде | Епизоде | Премијера            | Финале               |
| ------ | ------ | ------- | ------- | -------------------- | -------------------- |
|        | 1.     | 11      | 11      | 5. новембар 2022.    | 10. децембар 2022.   |
|        | 2.     | 11      | 11      | 22. фебруар 2025.    | 29. март 2025.       |
|        | 3.     | 11      | 11      | ТБА.                 | ТБА.                 |

## Епизоде

### 1. сезона (2022)
| Бр. у серији | Бр. у сезони | Назив          | Редитељ       | Сценариста    | Премијерно емитовање |
| ------------ | ------------ | -------------- | ------------- | ------------- | -------------------- |
| 1            | 1            | „Епизода 1.1”  | Маша Нешковић | Игор Ђорђевић | 5. новембар 2022.    |
| 2            | 2            | „Епизода 1.2”  | Маша Нешковић | Игор Ђорђевић | 6. новембар 2022.    |
| 3            | 3            | „Епизода 1.3”  | Маша Нешковић | Игор Ђорђевић | 12. новембар 2022.   |
| 4            | 4            | „Епизода 1.4”  | Маша Нешковић | Игор Ђорђевић | 13. новембар 2022.   |
| 5            | 5            | „Епизода 1.5”  | Маша Нешковић | Игор Ђорђевић | 19. новембар 2022.   |
| 6            | 6            | „Епизода 1.6”  | Маша Нешковић | Игор Ђорђевић | 20. новембар 2022.   |
| 7            | 7            | „Епизода 1.7”  | Маша Нешковић | Игор Ђорђевић | 26. новембар 2022.   |
| 8            | 8            | „Епизода 1.8”  | Маша Нешковић | Игор Ђорђевић | 27. новембар 2022.   |
| 9            | 9            | „Епизода 1.9”  | Маша Нешковић | Игор Ђорђевић | 3. децембар 2022.    |
| 10           | 10           | „Епизода 1.10” | Маша Нешковић | Игор Ђорђевић | 4. децембар 2022.    |
| 11           | 11           | „Епизода 1.11” | Маша Нешковић | Игор Ђорђевић | 10. децембар 2022.   |

### 2. сезона (2024)
| Бр. у серији | Бр. у сезони | Назив          | Редитељ       | Сценариста    | Премијерно емитовање |
| ------------ | ------------ | -------------- | ------------- | ------------- | -------------------- |
| 12           | 1            | „Епизода 2.1”  | Игор Ђорђевић | Игор Ђорђевић | 22. фебруар 2025.    |
| 13           | 2            | „Епизода 2.2”  | Игор Ђорђевић | Игор Ђорђевић | 23. фебруар 2025.    |
| 14           | 3            | „Епизода 2.3”  | Игор Ђорђевић | Игор Ђорђевић | 1. март 2025.        |
| 15           | 4            | „Епизода 2.4”  | Игор Ђорђевић | Игор Ђорђевић | 2. март 2025.        |
| 16           | 5            | „Епизода 2.5”  | Игор Ђорђевић | Игор Ђорђевић | 8. март 2025.        |
| 17           | 6            | „Епизода 2.6”  | Игор Ђорђевић | Игор Ђорђевић | 9. март 2025.        |
| 18           | 7            | „Епизода 2.7”  | Игор Ђорђевић | Игор Ђорђевић | 15. март 2025.       |
| 19           | 8            | „Епизода 2.8”  | Игор Ђорђевић | Игор Ђорђевић | 16. март 2025.       |
| 20           | 9            | „Епизода 2.9”  | Игор Ђорђевић | Игор Ђорђевић | 22. март 2025.       |
| 21           | 10           | „Епизода 2.10” | Игор Ђорђевић | Игор Ђорђевић | 23. март 2025.       |
| 22           | 11           | „Епизода 2.11” | Игор Ђорђевић | Игор Ђорђевић | 29. март 2025.       |